# مركب بين هالوجيني

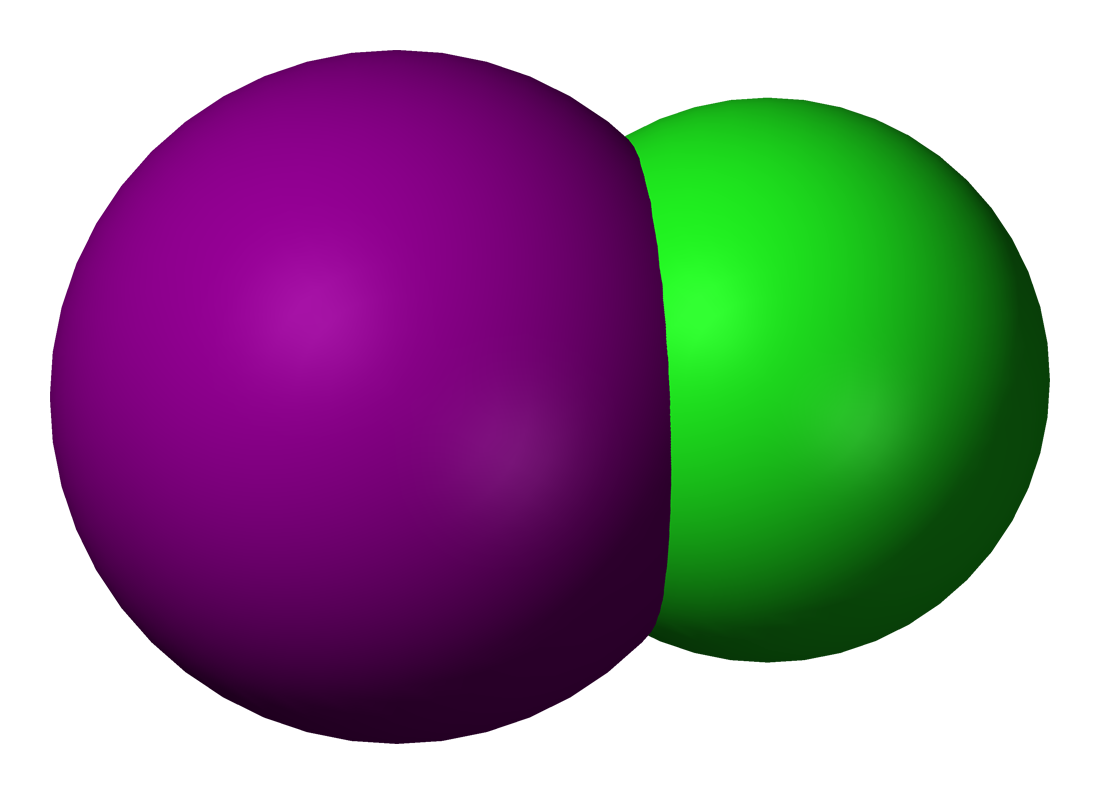

مركب بين هالوجيني (ملاحظة 1) هو نوع من أنواع المركبات الكيميائية التي تتكون فقط من ارتباط اثنين أو أكثر من عناصر الهالوجينات، والتي تشمل الفلور والكلور والبروم واليود والأستاتين.
إن أغلب المركبات بين الهالوجينية هي مركبات ثنائية (مكونة من عنصرين مختلفين فقط)، وتكون لها الصيغة العامة XYn، حيث تأخذ n قيم 1 أو 3 أو 5 أو 7، وتكون ذرة X تابعة للهالوجين الأقل كهرسلبية. هناك بعض المراجع تدعي وجود مركبات ثلاثية بين الهالوجينات مثل IFCl2 و IF2Cl قد تم الحصول عليها، إلا أن دراسات أخرى تشير إلى أن هذه النوعية من المركبات مثل BrClFn هي غير مستقرة.
تكون المركبات بين الهالوجينية عرضةً لتفاعل الحلمهة، إذ تتفاعل مع الماء بسهولة.

## اقرأ أيضاً
- هالوجين
- أحادي فلوريد الكلور
- ثلاثي فلوريد الكلور
- أحادي كلوريد البروم
- أحادي كلوريد اليود
- ثلاثي كلوريد اليود

## هوامش
- ملاحظة 1 يقابلها بالإنجليزية (interhalogen compound).